# Forevermore (telenovela)
Forevermore é uma telenovela filipina exibida pela ABS-CBN entre 27 de outubro de 2014 e 22 de maio de 2015, estrelada por Enrique Gil e Liza Soberano.

## Elenco

### Elenco principal
- Enrique Gil como Alexander "Xander" Grande III
- Liza Soberano como Maria Agnes Calay

### Elenco de apoio
Família La Presa
- Joey Marquez como Buboy "Papang/Mang Bubs" Calay
- Irma Adlawan como Mirasol Amparo
- Nonong "Bangkay" de Andres como Mang Bangky
- Joj Agpangan como Clauie Bernales
- Jai Agpangan como Judy Bernales
- Joe Gruta como Ka Sebio
- Pepe Herrera como Cesar Bernales
- Raymond Osmena como Damian
- Jesse James Ongteco como Niknok
- Yves Flores como Andrew Fontanilla
- Almira Muhlach como Marites "Mamang" Calay

Família Grande
- Zoren Legaspi como Alexander "Alex" Grande II†
- Lilet como Bettina Rosales
- Marissa Delgado como Doña Soledad Grande
- Beverly Salviejo como Megan "Meg" Gildares
- Kit Thompson como Julius San Juan
- Pinky Amador como Sheri San Juan-Grande

Família Saavedra
- Sofia Andres como Katherine "Kate" Saavedra
- Bernadette Allyson-Estrada como Loulie Perez-Saavedra
- Michael Flores como Jaime Saavedra

Os amigos de Xander
- Marco Gumabao como JC
- CJ Navato como Dexter
- Igi Boy Flores como Momon

Personagens da segunda temporada
- Diego Loyzaga como Jay Fernandez
- Karen Dematera como Karen
- Jason Francisco como Orly Cranberry
- Lilia Cuntapay como Aling Aunor
- Jojo Alejar como Frank Martin
- Ana Capri como Tetay Fernandez
- Erich Gonzales como Alexandra "Alex" Pante
- Dennis Padilla como Sr. Pante

### Elenco estendida
- Karen Reyes como Charlotte
- Devon Seron como Jasmine
- Elisse Joson como Roselle
- Mymy Davao como Tanya
- Mel Kimura como Venus
- Marina Benipayo como Steph
- Gio Alvarez como advogado Mateo "Teo" Salazar
- Miguel Morales, Daniel Ombao e Renz Michael como melhores amigos de Jay
- Erin Ocampo como Patricia Alexandra Decena
- Anjo Damiles como Jonathan Acosta
- Chicosci como a si mesmos em La Presa Palooza
- Callalily como a si mesmos em Battle of the Bands
- 6cyclemind como a si mesmos em Battle of the Bands
- Banda ni Kleggy como a si mesmos em Battle of the Bands
- Rolando Inocencio como presidente da Universidade de Rallos
- Myrtle Sarrosa como Jessica
- Kitkat como Shiela
- Arnold Reyes como Tim
- Yayo Aguila como Taps
- John Wayne Sace como Kano
- Chase Vega como Hapon
- Hyubs Azarcon como Sir Biboy
- Ricky Rivero como a si mesmo (apresentador de televisão por Top Bad Boy)

### Participações especiais
- Luz Fernandez como Aling Galietta
- Evelyn "Matutina" Guerrero como Aling Pasencia
- Gabriel Sumalde como Sebastian "Basty" Grande†
- Rhed Bustamante como Agnes Calay (jovem)

## Prêmios e indicações
| Ano  | Prêmio                                                    | Categoria         | Resultado |
| ---- | --------------------------------------------------------- | ----------------- | --------- |
| 2014 | 13th Gawad Tanglaw Awards                                 | Melhor telenovela | Venceu    |
| 2014 | Philippine Edition Blog's Newsmakers Of The Year for 2014 | Telenovela do ano | Venceu    |

## Exibição
| País/Região    | Emissora            | Data de estréia       | Data de final      | Título             |
| -------------- | ------------------- | --------------------- | ------------------ | ------------------ |
| Filipinas      | ABS-CBN             | 27 de outubro de 2014 | 22 de maio de 2015 | Forevermore        |
| Estados Unidos | TFC                 | outubro de 2014       | maio de 2015       | Forevermore        |
| Canadá         | TFC                 | outubro de 2014       | maio de 2015       | Forevermore        |
| Japão          | TFC                 | outubro de 2014       | maio de 2015       | Forevermore        |
| Taiwan         | TFC                 | outubro de 2014       | maio de 2015       | Forevermore        |
| Hong Kong      | TFC                 | outubro de 2014       | maio de 2015       | Forevermore        |
| Indonésia      | TFC                 | outubro de 2014       | maio de 2015       | Forevermore        |
| Singapura      | TFC                 | outubro de 2014       | maio de 2015       | Forevermore        |
| Austrália      | TFC                 | outubro de 2014       | maio de 2015       | Forevermore        |
| Europa         | TFC                 | outubro de 2014       | maio de 2015       | Forevermore        |
| Médio Oriente  | TFC                 | outubro de 2014       | maio de 2015       | Forevermore        |
| Cazaquistão    | Channel 31          | 2015                  | 2016               | Мен саған ғашықпын |
| Camboja        | XUTV                | maio de 2015          |                    |                    |
| África do Sul  | StarTimes Novela E1 | 2015                  | 2016               | Forevermore        |